# Rhinanthus vernalis
Rhinanthus vernalis är en snyltrotsväxtart som först beskrevs av N. W. Zinger, och fick sitt nu gällande namn av Boris Konstantinovich Schischkin och Sergievsk.. Rhinanthus vernalis ingår i släktet skallror, och familjen snyltrotsväxter. Inga underarter finns listade i Catalogue of Life.